# 2013-as Formula–1 brazil nagydíj
A brazil nagydíj volt a 2013-as Formula–1 világbajnokság tizenkilencedik, egyben utolsó futama, amelyet 2013. november 22. és november 24. között rendeztek meg a brazíliai Autódromo José Carlos Pace-en, São Paulóban.

## Szabadedzések

### Első szabadedzés
A brazil nagydíj első szabadedzését november 22-én, pénteken délelőtt tartották.
| helyezés | versenyző           | csapat/motor         | elért idő | különbség | futott kör |
| -------- | ------------------- | -------------------- | --------- | --------- | ---------- |
| 1        | Nico Rosberg        | Mercedes             | 1:24,781  | -         | 14         |
| 2        | Lewis Hamilton      | Mercedes             | 1:25,230  | +0,449    | 13         |
| 3        | Sebastian Vettel    | Red Bull-Renault     | 1:25,387  | +0,606    | 17         |
| 4        | Jenson Button       | McLaren-Mercedes     | 1:25,391  | +0,610    | 25         |
| 5        | Fernando Alonso     | Ferrari              | 1:25,593  | +0,812    | 13         |
| 6        | Mark Webber         | Red Bull-Renault     | 1:25,797  | +1,016    | 17         |
| 7        | Sergio Pérez        | McLaren-Mercedes     | 1:25,946  | +1,165    | 15         |
| 8        | Danyiil Kvjat       | Toro Rosso-Ferrari   | 1:26,064  | +1,283    | 17         |
| 9        | Heikki Kovalainen   | Lotus-Renault        | 1:26,133  | +1,352    | 31         |
| 10       | Nico Hülkenberg     | Sauber-Ferrari       | 1:26,232  | +1,451    | 17         |
| 11       | Felipe Massa        | Ferrari              | 1:26,248  | +1,467    | 15         |
| 12       | Esteban Gutiérrez   | Sauber-Ferrari       | 1:26,326  | +1,545    | 28         |
| 13       | Romain Grosjean     | Lotus-Renault        | 1:26,570  | +1,789    | 28         |
| 14       | Jean-Éric Vergne    | Toro Rosso-Ferrari   | 1:26,593  | +1,812    | 22         |
| 15       | Adrian Sutil        | Force India-Mercedes | 1:27,115  | +2,334    | 25         |
| 16       | Valtteri Bottas     | Williams-Renault     | 1:27,269  | +2,488    | 23         |
| 17       | Pastor Maldonado    | Williams-Renault     | 1:27,358  | +2,577    | 23         |
| 18       | James Calado        | Force India-Mercedes | 1:27,436  | +2,655    | 9          |
| 19       | Giedo van der Garde | Caterham-Renault     | 1:28,107  | +3,326    | 18         |
| 20       | Charles Pic         | Caterham-Renault     | 1:28,199  | +3,418    | 17         |
| 21       | Jules Bianchi       | Marussia-Cosworth    | 1:30,004  | +5,223    | 24         |
| 22       | Rodolfo González    | Marussia-Cosworth    | 1:32,646  | +7,865    | 19         |

### Második szabadedzés
A brazil nagydíj második szabadedzését november 22-én, pénteken délután tartották.
| helyezés | versenyző           | csapat/motor         | elért idő | különbség | futott kör |
| -------- | ------------------- | -------------------- | --------- | --------- | ---------- |
| 1        | Nico Rosberg        | Mercedes             | 1:27,306  | -         | 12         |
| 2        | Sebastian Vettel    | Red Bull-Renault     | 1:27,531  | +0,225    | 10         |
| 3        | Mark Webber         | Red Bull-Renault     | 1:27,592  | +0,286    | 18         |
| 4        | Heikki Kovalainen   | Lotus-Renault        | 1:28,129  | +0,823    | 13         |
| 5        | Lewis Hamilton      | Mercedes             | 1:28,147  | +0,841    | 9          |
| 6        | Jean-Éric Vergne    | Toro Rosso-Ferrari   | 1:28,405  | +1,099    | 11         |
| 7        | Felipe Massa        | Ferrari              | 1:28,540  | +1,234    | 9          |
| 8        | Nico Hülkenberg     | Sauber-Ferrari       | 1:28,560  | +1,254    | 20         |
| 9        | Daniel Ricciardo    | Toro Rosso-Ferrari   | 1:28,739  | +1,433    | 20         |
| 10       | Romain Grosjean     | Lotus-Renault        | 1:28,891  | +1,585    | 12         |
| 11       | Fernando Alonso     | Ferrari              | 1:28,928  | +1,622    | 10         |
| 12       | Esteban Gutiérrez   | Sauber-Ferrari       | 1:29,049  | +1,743    | 17         |
| 13       | Paul di Resta       | Force India-Mercedes | 1:29,174  | +1,868    | 11         |
| 14       | Pastor Maldonado    | Williams-Renault     | 1:29,717  | +2,411    | 13         |
| 15       | Adrian Sutil        | Force India-Mercedes | 1:29,783  | +2,477    | 7          |
| 16       | Valtteri Bottas     | Williams-Renault     | 1:30,425  | +3,119    | 15         |
| 17       | Sergio Pérez        | McLaren-Mercedes     | 1:30,748  | +3,442    | 8          |
| 18       | Jules Bianchi       | Marussia-Cosworth    | 1:31,061  | +3,755    | 18         |
| 19       | Giedo van der Garde | Caterham-Renault     | 1:31,118  | +3,812    | 16         |
| 20       | Charles Pic         | Caterham-Renault     | 1:31,165  | +3,859    | 15         |
| 21       | Max Chilton         | Marussia-Cosworth    | 1:31,211  | +3,905    | 19         |
| 22       | Jenson Button       | McLaren-Mercedes     | 1:31,770  | +4,464    | 6          |

### Harmadik szabadedzés
A brazil nagydíj harmadik szabadedzését november 23-án, szombaton délelőtt tartották.
| helyezés | versenyző           | csapat/motor         | elért idő  | különbség | futott kör |
| -------- | ------------------- | -------------------- | ---------- | --------- | ---------- |
| 1        | Mark Webber         | Red Bull-Renault     | 1:27,891   | -         | 5          |
| 2        | Romain Grosjean     | Lotus-Renault        | 1:28,195   | +0,304    | 5          |
| 3        | Heikki Kovalainen   | Lotus-Renault        | 1:28,595   | +0,704    | 6          |
| 4        | Valtteri Bottas     | Williams-Renault     | 1:28,600   | +0,709    | 12         |
| 5        | Nico Hülkenberg     | Sauber-Ferrari       | 1:28,830   | +0,939    | 15         |
| 6        | Jean-Éric Vergne    | Toro Rosso-Ferrari   | 1:28,921   | +1,030    | 5          |
| 7        | Esteban Gutiérrez   | Sauber-Ferrari       | 1:29,215   | +1,324    | 21         |
| 8        | Pastor Maldonado    | Williams-Renault     | 1:29,686   | +1,795    | 10         |
| 9        | Paul di Resta       | Force India-Mercedes | 1:29,736   | +1,845    | 6          |
| 10       | Adrian Sutil        | Force India-Mercedes | 1:29,913   | +2,022    | 8          |
| 11       | Lewis Hamilton      | Mercedes             | 1:29,980   | +2,089    | 8          |
| 12       | Daniel Ricciardo    | Toro Rosso-Ferrari   | 1:29,988   | +2,097    | 9          |
| 13       | Jules Bianchi       | Marussia-Cosworth    | 1:30,635   | +2,744    | 9          |
| 14       | Charles Pic         | Caterham-Renault     | 1:30,837   | +2,946    | 14         |
| 15       | Max Chilton         | Marussia-Cosworth    | 1:30,972   | +3,081    | 10         |
| 16       | Giedo van der Garde | Caterham-Renault     | 1:31,154   | +3,263    | 14         |
| 17       | Sebastian Vettel    | Red Bull-Renault     | 1:31,857   | +3,966    | 4          |
| 18       | Sergio Pérez        | McLaren-Mercedes     | 1:32,731   | +4,840    | 4          |
| 19       | Nico Rosberg        | Mercedes             | idő nélkül |           | 4          |
| 20       | Fernando Alonso     | Ferrari              | idő nélkül |           | 2          |
| 21       | Jenson Button       | McLaren-Mercedes     | idő nélkül |           | 1          |
| 22       | Felipe Massa        | Ferrari              | idő nélkül |           | 2          |

## Időmérő edzés
A brazil nagydíj időmérő edzését november 23-án, szombaton futották.
| helyezés              | rajtszám | versenyző           | csapat/motor         | 1. rész  | 2. rész  | 3. rész  | rajthely |
| --------------------- | -------- | ------------------- | -------------------- | -------- | -------- | -------- | -------- |
| 1                     | 1        | Sebastian Vettel    | Red Bull-Renault     | 1:25,381 | 1:26,420 | 1:26,479 | 1        |
| 2                     | 9        | Nico Rosberg        | Mercedes             | 1:25,556 | 1:26,626 | 1:27,102 | 2        |
| 3                     | 3        | Fernando Alonso     | Ferrari              | 1:26,656 | 1:26,590 | 1:27,539 | 3        |
| 4                     | 2        | Mark Webber         | Red Bull-Renault     | 1:26,689 | 1:26,963 | 1:27,572 | 4        |
| 5                     | 10       | Lewis Hamilton      | Mercedes             | 1:25,342 | 1:26,698 | 1:27,677 | 5        |
| 6                     | 8        | Romain Grosjean     | Lotus-Renault        | 1:26,453 | 1:26,161 | 1:27,737 | 6        |
| 7                     | 19       | Daniel Ricciardo    | Toro Rosso-Ferrari   | 1:27,209 | 1:27,078 | 1:28,052 | 7        |
| 8                     | 18       | Jean-Éric Vergne    | Toro Rosso-Ferrari   | 1:27,124 | 1:27,363 | 1:28,081 | 8        |
| 9                     | 4        | Felipe Massa        | Ferrari              | 1:26,817 | 1:27,049 | 1:28,109 | 9        |
| 10                    | 11       | Nico Hülkenberg     | Sauber-Ferrari       | 1:26,071 | 1:27,441 | 1:29,582 | 10       |
| 11                    | 7        | Heikki Kovalainen   | Lotus-Renault        | 1:26,266 | 1:27,456 |          | 11       |
| 12                    | 14       | Paul di Resta       | Force India-Mercedes | 1:26,275 | 1:27,798 |          | 12       |
| 13                    | 17       | Valtteri Bottas     | Williams-Renault     | 1:26,790 | 1:27,954 |          | 13       |
| 14                    | 6        | Sergio Pérez        | McLaren-Mercedes     | 1:26,741 | 1:28,269 |          | 19[1]    |
| 15                    | 5        | Jenson Button       | McLaren-Mercedes     | 1:26,398 | 1:28,308 |          | 14       |
| 16                    | 15       | Adrian Sutil        | Force India-Mercedes | 1:26,874 | 1:28,586 |          | 15       |
| 17                    | 16       | Pastor Maldonado    | Williams-Renault     | 1:27,367 |          |          | 16       |
| 18                    | 12       | Esteban Gutiérrez   | Sauber-Ferrari       | 1:27,445 |          |          | 17       |
| 19                    | 20       | Charles Pic         | Caterham-Renault     | 1:27,843 |          |          | 18       |
| 20                    | 21       | Giedo van der Garde | Caterham-Renault     | 1:28,320 |          |          | 20       |
| 21                    | 22       | Jules Bianchi       | Marussia-Cosworth    | 1:28,366 |          |          | 21       |
| 22                    | 23       | Max Chilton         | Marussia-Cosworth    | 1:28,950 |          |          | 22       |
| 107%-os idő: 1:31,315 |          |                     |                      |          |          |          |          |

Megjegyzés:
- ↑ 1:  – Sergio Pérez autójában egy balesetet követően váltócserét kellett végrehajtani, ezért 5 helyes rajtbüntetést kapott.[1]

## Futam
A brazil nagydíj futamát november 24-én, vasárnap rendezték.
| helyezés | rajtszám | versenyző           | csapat/motor         | futott kör | idő/kiesés oka | rajthely | pont |
| -------- | -------- | ------------------- | -------------------- | ---------- | -------------- | -------- | ---- |
| 1        | 1        | Sebastian Vettel    | Red Bull-Renault     | 71         | 1:32:36,300    | 1        | 25   |
| 2        | 2        | Mark Webber         | Red Bull-Renault     | 71         | +10,452        | 4        | 18   |
| 3        | 3        | Fernando Alonso     | Ferrari              | 71         | +18,913        | 3        | 15   |
| 4        | 5        | Jenson Button       | McLaren-Mercedes     | 71         | +37,360        | 14       | 12   |
| 5        | 9        | Nico Rosberg        | Mercedes             | 71         | +39,048        | 2        | 10   |
| 6        | 6        | Sergio Pérez        | McLaren-Mercedes     | 71         | +44,051        | 19       | 8    |
| 7        | 4        | Felipe Massa        | Ferrari              | 71         | +49,110        | 9        | 6    |
| 8        | 11       | Nico Hülkenberg     | Sauber-Ferrari       | 71         | +1:04,252      | 10       | 4    |
| 9        | 10       | Lewis Hamilton      | Mercedes             | 71         | +1:12,903      | 5        | 2    |
| 10       | 19       | Daniel Ricciardo    | Toro Rosso-Ferrari   | 70         | + 1 kör        | 7        | 1    |
| 11       | 14       | Paul di Resta       | Force India-Mercedes | 70         | + 1 kör        | 12       |      |
| 12       | 12       | Esteban Gutiérrez   | Sauber-Ferrari       | 70         | + 1 kör        | 17       |      |
| 13       | 15       | Adrian Sutil        | Force India-Mercedes | 70         | + 1 kör        | 15       |      |
| 14       | 7        | Heikki Kovalainen   | Lotus-Renault        | 70         | + 1 kör        | 11       |      |
| 15       | 18       | Jean-Éric Vergne    | Toro Rosso-Ferrari   | 70         | + 1 kör        | 8        |      |
| 16       | 16       | Pastor Maldonado    | Williams-Renault     | 70         | + 1 kör        | 16       |      |
| 17       | 22       | Jules Bianchi       | Marussia-Cosworth    | 69         | + 2 kör        | 21       |      |
| 18       | 21       | Giedo van der Garde | Caterham-Renault     | 69         | + 2 kör        | 20       |      |
| 19       | 23       | Max Chilton         | Marussia-Cosworth    | 69         | + 2 kör        | 22       |      |
| ki       | 20       | Charles Pic         | Caterham-Renault     | 58         | felfüggesztés  | 18       |      |
| ki       | 17       | Valtteri Bottas     | Williams-Renault     | 45         | baleset        | 13       |      |
| ki       | 8        | Romain Grosjean     | Lotus-Renault        | 2          | motor          | 6        |      |

## A világbajnokság állása a verseny után (a vb végeredménye)
| H   | Versenyzők       | Pont | H   | Konstruktőrök        | Pont |
| --- | ---------------- | ---- | --- | -------------------- | ---- |
| 1.  | Sebastian Vettel | 397  | 1.  | Red Bull-Renault     | 596  |
| 2.  | Fernando Alonso  | 242  | 2.  | Mercedes             | 360  |
| 3.  | Mark Webber      | 199  | 3.  | Ferrari              | 354  |
| 4.  | Lewis Hamilton   | 189  | 4.  | Lotus-Renault        | 315  |
| 5.  | Kimi Räikkönen   | 183  | 5.  | McLaren-Mercedes     | 122  |
| 6.  | Nico Rosberg     | 171  | 6.  | Force India-Mercedes | 77   |
| 7.  | Romain Grosjean  | 132  | 7.  | Sauber-Ferrari       | 57   |
| 8.  | Felipe Massa     | 112  | 8.  | Toro Rosso-Ferrari   | 33   |
| 9.  | Jenson Button    | 73   | 9.  | Williams-Renault     | 5    |
| 10. | Nico Hülkenberg  | 51   | 10. | Marussia-Cosworth    | 0    |

(A teljes táblázat)

## Statisztikák
- Vezető helyen:
  - Sebastian Vettel : 71 kör (1-71)
- Sebastian Vettel 45. pole-pozíciója, 39. győzelme.
- Mark Webber 19. leggyorsabb köre.
- A Red Bull 47. győzelme, 102. dobogós helyezése.
- Sebastian Vettel 62., Mark Webber 42., Fernando Alonso 95. dobogós helyezése.

### Egyéb statisztikák
- Mark Webber 217., egyben utolsó Formula–1-es nagydíja (ebből 215 nagydíjon állt rajthoz).
- Felipe Massa utolsó nagydíja a Ferrarival.
- Charles Pic, Giedo van der Garde és Heikki Kovalainen utolsó Formula–1-es futama.
- A Cosworth motorszállító utolsó nagydíja.
- A V8-as erőforrások utolsó nagydíja.